# Hearse
Hearse (англ. катафалк) — шведская группа, играющая в стиле мелодичного дэт-метала, основанная в 2001 году бывшим вокалистом Arch Enemy Йоханом Лиивой и барабанщиком Максом Торнеллом. Группа выпустила пять студийных альбомов.
Стоит отметить, что группа с таким же названием уже существовала с 1997 года, только они были из Пенсильвании и играли дум-метал.
Тематика текстов Hearse включает: смерть, жизнь, проблемы общества, внутренние страдания.

## История
После ухода Йохана Лиивы из группы NonExist, он и Макс Торнелл, с которым Лиива ранее играл в группе Furbowl, решили основать новый проект. Вскоре они пригласили гитариста Маттиаса Льюнга, который несколько лет не играл метал, и записали с ним в 2001 году демозапись. Она привлекла внимание лейбла Hammerheart Records, который в 2002 году выпустил их первый сингл «Torch». Дебютный альбом «Dominion Reptilian» был выпущен в марте 2003 года. Летом 2003 года Hearse начали работу над записью второго альбома «Armageddon, Mon Amour», который вышел в апреле 2004 года. На этом альбоме была представлена кавер-версия песни Cambodia группы Ким Уайлд, которая в 2005 году также была выпущена в виде мини-альбома, включавшем также песни с демо 2001 года и с синглом «Torch». Третий альбом Hearse «The Last Ordeal» был выпущен в 2005 году, а четвёртый — «In These Veins» — в 2006 году под лейблом Cold Records. Пятый альбом «Single Ticket to Paradise» был выпущен в 2009 году под лейблом Vic Records.

## Критика
Дебютный альбом «Dominion Reptilian» получил в основном негативные или слегка положительные отзывы. Веб-журнал Metal Observer писал, что «Hearse быстро забудут и перейдут к чему-то другому», поставив оценку 4,5 из 10 баллов, в то время как metal.de при оценке 7/10 писал, что альбом имеет «несколько очень хороших треков и интересных подходов», но большого прорыва не получилось. Рувен Дорн на Powermetal.de высказал мнение, что после очень хороших первых трёх песен остальная часть альбома слишком похожа и представляет лишь средний уровень. Однако «Dominion Reptilian» выше среднего: «Кто хочет ещё раз отправиться в начало девяностых и не имеет ничего против приличного рок-звучания... то попробуйте».
«Armageddon, Mon Amour» получил лучшие критические отзывы. Metal Observer поставил 7,5 из 10 баллов и говорил о «признаках прогресса и продуктивности». Metal.de похвалил «батарею цепляющих песен», а также «грубый вокал Йохана» и «абсолютно убедительные лиды и соло гитариста Маттиаса, который явно идёт по пути Амотта и погружает каждую из песен в запоминающиеся мелодии», поставив оценку 9/10. Бьёрн Бакес на powermetal.de был более скептичен и писал, что Hearse даже близко не удаётся «так же круто зажигать, как это всегда делают Майкл Амотт и компания», у диска со временем «несмотря на его разнообразие, немного заканчивается дыхание».
«The Last Ordeal» практически не привлёк внимания критиков, в то время как следующий альбом «In These Veins» был встречен благосклонно. Оливер Шнайдер нашёл «In These Veins» «чертовски развлекательным!» и отметил, что группу нельзя отнести к какой-либо стилистической категории. Хотя это явно дэт-метал, благодаря влияниям хардкор-панка и рок-н-ролла он не типичный, а группа также слишком непредсказуема, чтобы назвать её дэт-н-роллом.
В своей рецензии на «Single Ticket To Paradise» Рикарда Швёбель пишет, что альбомы Hearse «быстро стали тайным советом для рок-фанатов, которые не воспринимают всё так серьёзно», и подчёркивает «юмористические подтексты», которыми они часто приправлены. «Single Ticket To Paradise» — это солидный альбом, «который может восхитить приятными идеями и бурной радостью игры». Рецензия в онлайн-журнале Vampster пришла к выводу, что Hearse, несмотря на некоторые хорошие подходы, превосходную игру на гитаре и способность «временами чертовски зажигать», часто не попадают в точку и лишают некоторые песни динамики.

## Дискография

### Демо
- 2001: Hearse

### Студийные альбомы
- 2003: Dominion Reptilian
- 2004: Armageddon, Mon Amour
- 2005: The Last Ordeal
- 2006: In These Veins
- 2009: Single Ticket to Paradise

### Синглы
- 2002: Torch

### Мини-альбомы
- 2005: Cambodia